# Tour de Sanitja
La tour de Sanitja est une tour de guet côtière du début du XIXe siècle située à Es Mercadal, sur l'île de Minorque (Îles Baléares, Espagne). Elle est classée comme bien d'intérêt culturel.

## Description
Construite par les Anglais entre 1800 et 1802 en mortier de pierre, la tour de Sanitja surveille l'entrée du port. Elle possédait trois niveaux, l'accès se faisant alors par le premier étage. Plus tard, une porte est ajoutée au rez-de-chaussée. De petite dimension, la tour ne possède pas d'escalier et on passait d'un étage à l'autre par des trapes. Laissée à l'abandon depuis longtemps, la tour est fortement détériorée et ne se visite donc pas à l'intérieur. De plus, c'est une propriété privée,.
En 2016, la formation politique Entesa des Mercadal i Fornells présente une motion pour que le Ministère de l'Environnement fasse restaurer la tour.
La tour de Sanitja fait l’objet d’un classement en Espagne au titre de bien d'intérêt culturel depuis le 30 novembre 1993.